# Gran Barrera Sloan
La Gran Barrera Sloan és la major estructura coneguda de l'univers. És una gran agrupació de galàxies en forma de "mur" que fou descoberta l'octubre del 2003 per J. Richard Gott III i Mario Juric, de la Universitat de Princeton i els seus col·legues utilitzant dades de la Sloan Digital Sky Survey. Segons les mesures efectuades, aquesta estructura té una longitud de 1.370 milions d'anys llum i està situada a una distància aproximada de mil milions d'anys llum. La Gran Barrera Sloan és gairebé tres vegades més gran que la gran barrera descoberta el 1989 per Geller i Huchra, anomenada més específicament Gran Barrera CfA2.